# Ormetica triangularis
Ormetica triangularis är en fjärilsart som beskrevs av M.Gaede 1928. Ormetica triangularis ingår i släktet Ormetica och familjen björnspinnare. Inga underarter finns listade i Catalogue of Life.